# Chilon cinctus
Chilon cinctus is een hooiwagen uit de familie Assamiidae.